# 切申縣

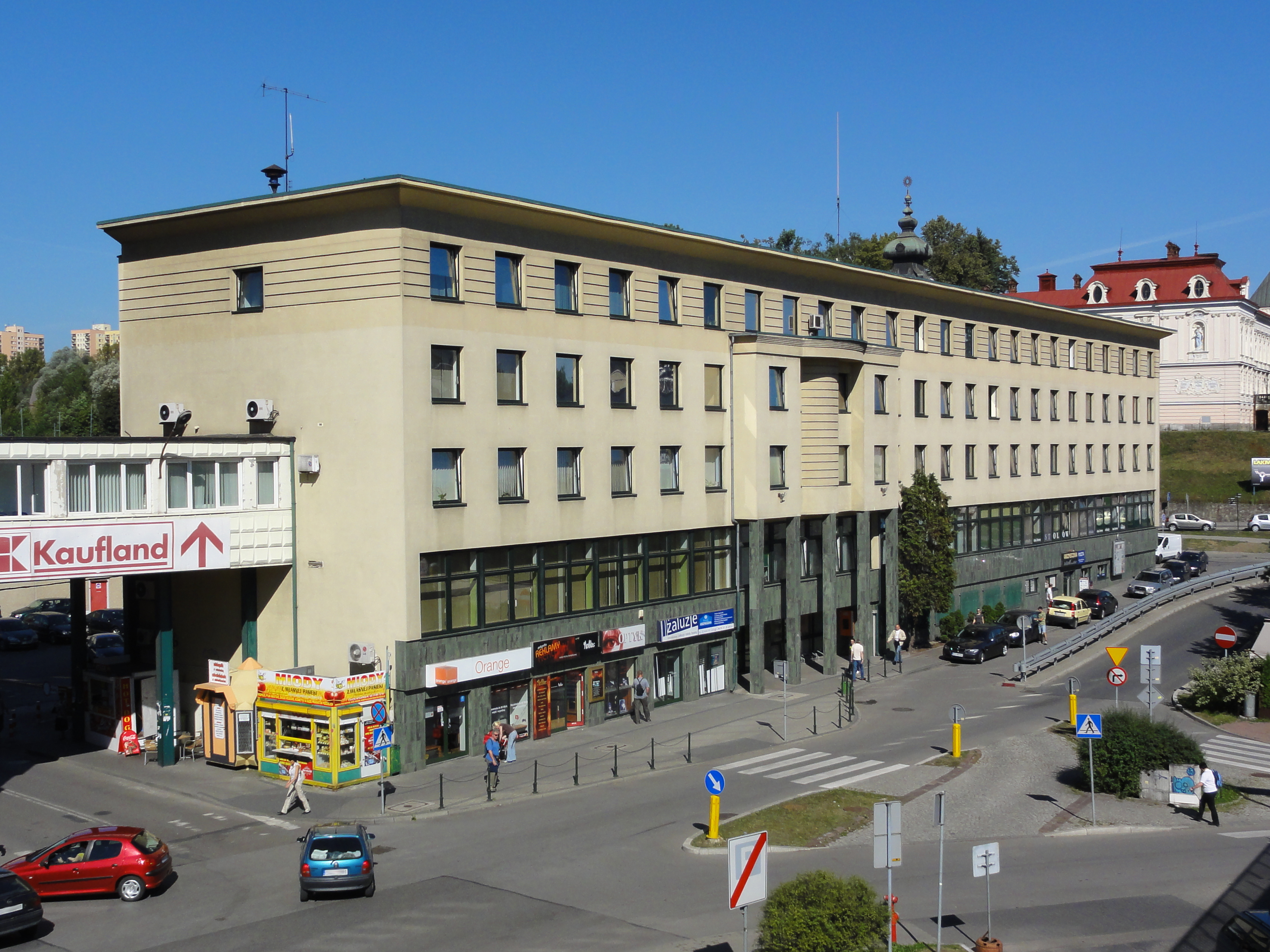

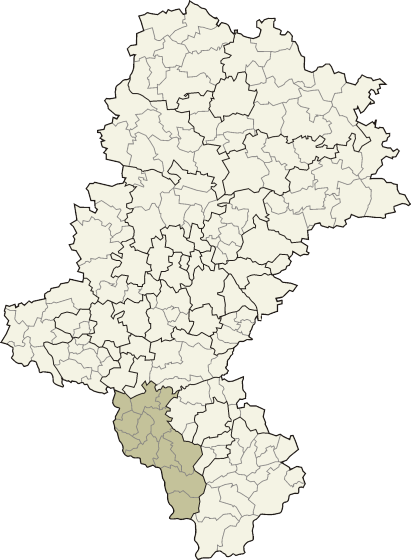

49°44′55.07″N 18°38′5.69″E / 49.7486306°N 18.6349139°E
切申縣（波蘭語：Powiat cieszyński），是波蘭的縣份，位於該國南部，由西里西亞省負責管轄，首府設於切申，面積730平方公里，2006年人口171,029，人口密度每平方公里230人。